# 德化街街道
德化街街道，是中华人民共和国河南省郑州市二七区下辖的一个乡镇级行政单位，位于郑州市中心区，辖区范围东到南下街，与管城回族区相临，西到福寿街，南到大同路，北到西大街。

## 行政区划
德化街街道下辖以下地区：
文苑社区、大同社区和南彩社区。